# 斯泰茜·威尔逊 (足球运动员)
斯泰茜·威尔逊（英語：Staci Wilson，1976年7月8日—），生于新泽西州，美国女子足球运动员。她曾代表美国国家队参加1996年夏季奥林匹克运动会足球比赛，获得一枚金牌。